# Henryk Kietlicz
Henryk Kietlicz (ur. ok. 1150, zm. 22 marca 1219) – arcybiskup gnieźnieński w latach 1199–1219. 

## Życiorys
Jego działalność przypada na czas pontyfikatu Innocentego III, który zamierzał podporządkować władzę świecką Kościołowi, a wewnątrz Kościoła – rozpowszechnić swoje poglądy.
Do współpracy z papieżem Henryk Kietlicz wykorzystał pozycję arcybiskupa gnieźnieńskiego jako duchownego, którego wpływ rozciągał się na wszystkie dzielnice piastowskie. Przedstawił program reformy kościelnej, która zawierała cztery postulaty: wprowadzenie celibatu duchowieństwa świeckiego, zarówno wyższego jak i niższego, uwolnienie kościoła spod władzy świeckiej (nadanie immunitetu), wyłączenie duchownych spod kompetencji sądów świeckich oraz zaprowadzenie kapitulnego wyboru biskupów.
Kietlicz wpłynął, by na synody prowincjonalne nie zwoływać przedstawicieli władz świeckich, a żonaci duchowni zostali odsunięci od sprawowania funkcji kościelnych. Ponadto duchowni otrzymali privilegium fori. W czasie sporów o dobra ziemskie wyklął księcia Władysława Laskonogiego, a później biskupa Arnolda, będącego stronnikiem księcia. W 1207 roku kapituła krakowska wybrała Wincentego Kadłubka na biskupa; w tym samym roku do Kietlicza pisał papież Innocenty III w sprawie uprawiania przez duchowieństwo "widowiska maski poczwar", znane szerzej jako Święto Głupców. W 1210 roku Leszek Biały, Konrad I mazowiecki i Władysław Odonic zrzekli się ius spolii, a w 1215 wydali następny przywilej w Wolborzu.
Sukces reformy, pomimo oporu znacznej części duchowieństwa polskiego, arcybiskup zawdzięczał głównie poparciu ze strony Innocentego III, który w razie potrzeby wystawiał odpowiednie bulle, nakazujące wprowadzenie poszczególnych postulatów w życie.
W 1212 roku w Mąkolnie postanowił zorganizować misję chrystianizacyjną w Prusach, której przewodzić miał Christian z Oliwy. Trzy lata później wziął udział w soborze laterańskim IV, gdzie spotkał się z Innocentym III i uzyskał potwierdzenie jego poparcia.
W 1216 roku zmarł Innocenty III, w konsekwencji Henryk Kietlicz utracił wsparcie papieża, a niechęć, jaką budził wśród polskich książąt i biskupów, mogła wyjść na jaw. Biskup płocki Gedko Sasinowic zwrócił się do następcy Innocentego III, Honoriusza III, ze skargą na widoczny przerost pychy arcybiskupa. Henryk Kietlicz został pouczony i od tego czasu nie brał udziału w życiu politycznym, co spowodowało kształtowanie się nowego układu wpływów wśród Piastów.